# Graciela Yolanda Bar
Graciela Yolanda Bar (Corrientes, 20 de junio de 1948) es una docente y política argentina del Partido Justicialista, que se desempeñó como senadora nacional por la provincia de Entre Ríos entre 2001 y 2007.

## Biografía
Nacida en la ciudad de Corrientes en 1948, se graduó de maestra normal nacional en 1965, y en 1970 obtuvo un profesorado en Ciencias de la Educación en un instituto de la misma localidad.
Desarrolló la mayor parte de su carrera como docente en diversas instituciones de niveles primario, medio y superior en Corrientes y Entre Ríos, provincia a la cual se trasladó en 1971, viendo en los municipios de Seguí y Victoria. En 1995 fue rectora de la Escuela Superior de Administración Pública de la provincia de Entre Ríos. También cumplió funciones en instituciones culturales, realizó labores de consultoría y editó publicaciones.
Fue técnica en el Ministerio de Educación de Corrientes, presidenta del Consejo General de Educación de Entre Ríos entre 1987 y 1991, subsecretaria de Educación en 1992, y subdirectora de Capacitación Educativa de Entre Ríos en 1994. Entre 1995 y 1999 fue coordinadora de programas nacionales de formación docente del Ministerio de Educación de la Nación. Entre 2000 y 2001 fue directora de Capacitación y Actualización Docente en la Dirección General de Cultura y Educación de la provincia de Buenos Aires.
En las elecciones legislativas de 2001 fue electa senadora nacional, integrando el bloque del Partido Justicialista. A partir de 2003 integró el bloque PJ-Frente para la Victoria. Hacia 2007, cuando finalizó su mandato, era secretaria de la comisión de Asuntos Administrativos y Municipales y de la comisión Administradora de la Biblioteca del Congreso de la Nación. También era vocal en las comisiones de Legislación General; de Educación; de Derechos y Garantías; de Población y Desarrollo Humano; y miembro de la primera delegación argentina al Parlamento del Mercosur.
Tras su paso por el Senado, fue por segunda vez presidenta del Consejo General de Educación de Entre Ríos desde 2007 hasta 2013, designada por Sergio Urribarri. A dicho organismo regresó en 2019 como asesora.
En 2014 se incorporó como asesora a la comisión de Educación del Cámara de Senadores de Entre Ríos. Entre 2015 y 2019 fue concejal del municipio de Victoria, presidiendo el bloque del Frente para la Victoria.